# Concepción Gimeno Floría
María Concepción Gimeno Floría (Aladrén, Zaragoza, 1962) es investigadora del Instituto de Síntesis Química y Catálisis Homogénea de Zaragoza (ISQCH).

## Biografía
Se graduó en la Universidad de Zaragoza (España) y obtuvo el posgrado bajo la supervisión de los profesores Rafael Usón y Antonio Laguna también en la Universidad de Zaragoza en 1988. Después del trabajo de postdoctorado con el profesor F. Gordon A. Stone en la Universidad de Bristol, se unió al Centro Superior de Investigaciones Científicas (CSIC) en 1990 como científica en el Instituto de Síntesis Química y Catálisis Homogénea.
En el año 2000 ascendió a científica de investigación y después, en 2008, a profesora de investigación. Sus intereses investigadores se centran en el diseño de compuestos de coordinación, especialmente de los metales del grupo 11, con propiedades específicas para varias aplicaciones, incluyendo síntesis, luminiscencia, medicina o catálisis. Es la autora de más de 220 publicaciones científicas, que incluyen artículos, críticas y capítulos de libros, sobre la química organometálica y de coordinación de plata y oro. En este campo ha realizado grandes contribuciones como lo demuestran los más de 240 trabajos científicos publicados entre artículos, revisiones y capítulos de libro y una patente licenciada y en explotación. Sus trabajos han recibido más de 7800 citas (h-index 45). Es editora de la revistas Gold Bull. y Molecules y miembro del Advisory Board de Eur. J. Inorg. Chem.
En 2018 impartió una conferencia sobre la aplicación de materiales de oro en la terapia del cáncer, en el Patio de la Infanta de Ibercaja en Zaragoza.

## Reconocimientos y premios
En 2017, fue reconocida como una de las doce mejores químicas del mundo y galardonada como Mujer Distinguida en Química por la Unión Internacional de Química Pura y Aplicada.

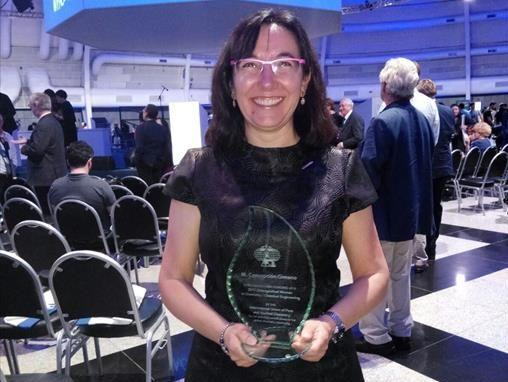
Mª.Concepción Gimeno recibe el reconocimiento Mujer Distinguida en Química concedido por la Unión Internacional de Química Pura y Aplicada (IUPAC), São Paulo (Brasil)

También en 2017 fue galardonada con el Premio Tercer Milenio, que otorga el periódico aragonés Heraldo de Aragón, en la categoría Investigación y futuro, por el proyecto de investigación Aplicaciones de Compuestos de Oro en Fotofísica, del que María Concepción Gimeno es responsable.
En 2018, se le concedió la Medalla de las Cortes de Aragón, la máxima distinción del parlamento autonómico, a las mujeres investigadoras de Aragón. María Concepción Gimeno la recogió, junto a las investigadoras Gloria Cuenca Bescós, María Jesús Lázaro Elorri, Pilar Gayán Sanz, Julia Herrero Albillos y Azucena Gracia Royo, en representación de todas ellas por su “aportación en diversas disciplinas a la ciencia, al conocimiento, al I+D+i y al progreso de la sociedad aragonesa”.